# Level design
Level design ou Environment Design é uma parte do desenvolvimento de jogos eletrônicos. Envolve a criação de level em jogos eletrônicos, campanhas e missões. Normalmente usando um level editor, uma ferramenta de desenvolvimento de jogos projetada para criar níveis. Level design é também um processo artístico e técnico.

## Processo

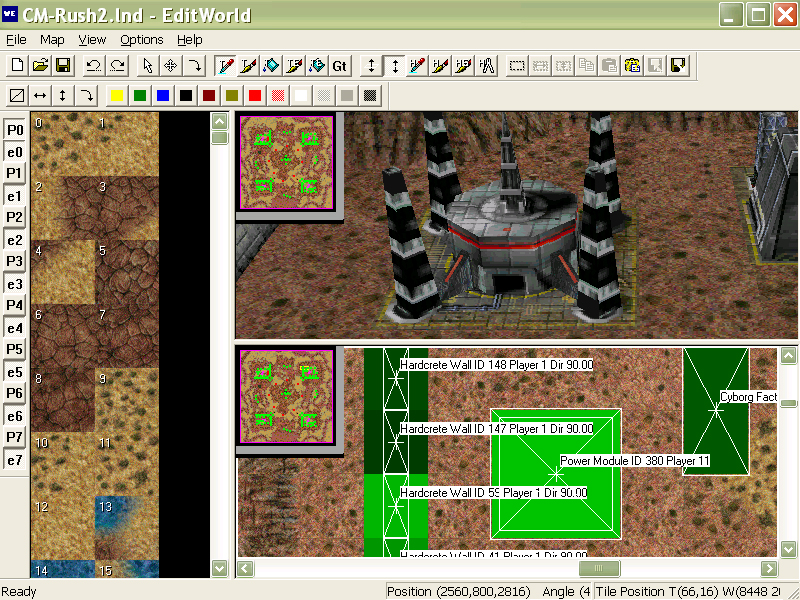
Level editor do jogo Warzone 2100.

A criação de um nível tipicamente começa com um conceito de arte, esboço, renderização e modelos físicos. Depois de concluído, a ideia se transformam em extensa documentação, modelagem de ambiente, e a colocação de entidades específicas de jogo (personagens). Essa tarefa geralmente é feita com a ajuda de um editor de níveis.
Existem várias etapas de desenvolvimento no layout do mapa, podendo variar drasticamente de acordo com os diferentes gêneros de jogos.